# Блаженство (пьеса)
«Блаженство (Сон инженера Рейна)» — пьеса Михаила Булгакова, написанная в 1934 году. При жизни автора не ставилась и не публиковалась. Впервые опубликована в 1966 году.
На её основе создана пьеса «Иван Васильевич».

## История создания
Весной 1933 года Михаилу Булгакову было предложено написать для мюзик-холла «эксцентрическую синтетическую трёхактную пьесу». Булгаков решил создать комедию, герои которой перемещаются из Москвы 1930-х годов в XXIII столетие. Стремление заглянуть в будущее и соотнести его с настоящим было весьма популярным мотивом в литературе того времени — футуристическую тему разрабатывали Евгений Замятин («Мы»), Алексей Толстой («Аэлита»), Владимир Маяковский («Клоп», «Баня»). В «Блаженстве» у Булгакова впервые появились изобретатель машины времени по фамилии Рейн, секретарь домоуправления Бунша-Корецкий, а также жулик Жорж Милославский, повадками напоминающий другого персонажа Булгакова — Коровьева из «Мастера и Маргариты».
В процессе работы, длившейся почти год, договор с мюзик-холлом был расторгнут, но почти сразу комедией заинтересовался театр Сатиры. Однако чтение «Блаженства», состоявшееся в его стенах в апреле 1934 года, не вызвало ажиотажа у руководства — автору предложили кардинально переделать комедию. Как писала в те дни в своём дневнике Елена Булгакова, «им грезится какая-то смешная пьеса с Иваном Грозным, с усечением будущего». Вероятно, этот ракурс — взгляд из настоящего в будущее — настораживал постановщиков: в письме, адресованном литературоведу Павлу Попову, Михаил Афанасьевич рассказывал, что обедавший с ним в ресторане директор театра внимательно выслушал рассказ об идее и проблематике «Блаженства», а затем исчез — «есть предположение, что он ушёл в четвёртое измерение».
Осенью 1934 года художественный руководитель театра Сатиры Николай Горчаков вновь напомнил Булгакову о желании труппы получить от него пьесу об Иване Грозном. В конце ноября Булгаков сделал первые наброски к «Ивану Васильевичу», а в октябре 1935 года прочитал пришедшим к нему домой представителям театра готовое произведение.

## Действующие лица
- Евгений Николаевич Рейн — инженер.
- Подрезкова — соседка Евгения Рейна.
- Юрий Милославский по прозвищу «Солист» — квартирный вор.
- Святослав Владимирович Бунша-Корецкий — секретарь домоуправления.
- царь Иоанн Грозный (XVI век).
- опричник (XVI век).
- стрелецкий голова (XVI век).
- Сергей Евгеньевич Михельсон — сосед Евгения Рейна.
- Павел Сергеевич Радаманов — Народный Комиссар Изобретений (XXIII век).
- Аврора Павловна Радаманова — дочь Павла Радаманова (XXIII век).
- Анна — секретарь Павла Радаманова (XXIII век).
- Фердинанд Саввич — директор Института Гармонии, ухажёр Авроры Радамановой (XXIII век).
- Граббе — профессор медицины (XXIII век).
- гость (XXIII век).
- услужливый гость (XXIII век).
- Милиция.

## Сюжет
Московская коммунальная квартира. Инженер Евгений Николаевич Рейн создаёт машину времени. Недавно Рейна бросила жена Софья, но он относится к этому равнодушно.
К нему заходит секретарь домоуправления Бунша-Корецкий с требованием заплатить за квартиру и зарегистрировать его машину времени. Рейн говорит Бунше, что машина безопасна, и для убедительности включает её. Вместо стены комнаты Михельсона, соседа Рейна, появляется палата Иоанна Грозного XVI века. Иоанн Грозный в испуге бросается в комнату Рейна, выбегает из неё и закрывается на чердаке. Евгений Николаевич, пытаясь догнать Иоанна, убегает из квартиры, и в это время Бунша звонит в милицию. Вернувшись в квартиру, Рейн видит стрелецкого голову, замахивающегося на него бердышом. Он поворачивает ключ на машине и палата Иоанна Грозного исчезает, но исчезает также и стена комнаты Михельсона, где в этот момент сидел вор Юрий Милославский. Увидев, что стена исчезла, он проходит в комнату Рейна, и стена снова встаёт на место.
Заинтересовавшись машиной времени, Милославский рассматривает её и незаметно для Евгения Николаевича крадёт ключ; после этого машина включилась, и вместе с нею все трое — Рейн, Бунша-Корецкий и Милославский — попадают в далёкое будущее, в 30 апреля 2222 года.